# Летлоепе
Летлоепе (англ. Letloepe) — одна з місцевих громад, що розташована в районі Цгачас-Нек, Лесото. Населення місцевої громади у 2006 році становило 14 527 осіб.